# Karin Ferrari
Karin Ferrari  (* 1982 in Meran) ist eine italienische Medienkünstlerin.

## Leben und Werk
Karin Ferrari lebt und arbeitet in Paris, Wien und Rum. Sie studierte an der Akademie der bildenden Künste Wien, die sie 2008 mit Auszeichnung abschloss.
Mit Bildern aus der Pop- und Alltagskultur untersucht sie Subkulturen des Internets. Ihre künstlerischen Arbeiten befassen sich mit Verschwörungstheorien, dem Fake-News-Phänomen, esoterischen Utopien und verwandten Themen. Sie arbeitet mit spekulativen Narrativen, Video und Collagen. Ihre Arbeiten werden in Kunsteinrichtungen ausgestellt sowie im Internet veröffentlicht.
Seit 2011 arbeitet sie an DECODING (THE WHOLE TRUTH), einer Serie experimenteller Dokufiktionen, welche auf Ferraris YouTube-Kanal TR4SH M4GIC TV veröffentlicht und im Rahmen von Werkschauen in Museen, Kunstzentren und Galerien gezeigt werden.

### Kunstpreise
- 2021 37. Österreichischer Grafikwettbewerb: Preis des Landes Niederösterreich[4]
- 2020 Kunstpreis der Stadt Innsbruck (Sparte Bildende Kunst)
- 2018 Hauptpreis RLB Kunstpreis, RLB Kunstbrücke, Innsbruck[5]
- 2005 Auszeichnung des Wiener Kunstvereins[6]

### Artist in Residence
- 2018 Art Omi International Artists Residency, Ghent, New York
- 2018 Artist in Residency Yogyakarta BKA – Österreichisches Bundeskanzleramt für Kunst und Kultur
- 2018 Residency Cité des Arts, Paris
- 2018 Mhytnix (mit Bernhard Garnicnig und Peter Moosgaard) Pixel, Bytes & Film – ORF III Artist in Residence
- 2017 Artist Residency an der Cité Internationale des Arts Paris vom BKA – Österreichisches Bundeskanzleramt für Kunst und Kultur
- 2016 Artist Residency am Frans Masereel Centrum, Kasterlee, Belgien
- 2016 DECODING Die Intros der ZiB (THE WHOLE TRUTH) Pixel, Bytes & Film – ORF III Artist in Residence[3]

## Ausstellungen

### Einzelausstellungen (Auswahl)
- Tiroler Landesmuseum Ferdinandeum, Innsbruck (2019)
- Decoding The Whole Truth, Cité des Arts, Paris (2017)
- Decoding The Whole Truth (kuratiert von Claudia Slanar), Blickle Kino, 21er Haus – Museum für zeitgenössische Kunst Wien (2016)
- Hyperconnected (The Whole Picture) (kuratiert von Bernhard Garnicnig), Palais des Beaux Arts, Wien (2016)[3]

### Gruppenausstellungen (Auswahl)
- Techno, Museion für moderne und zeitgenössische Kunst, Bozen (2021)
- Allard Pierson Museum, Amsterdam (2019)
- Der Wert der Freiheit (kuratiert von Severin Dünser), 21er Haus – Museum für zeitgenössische Kunst (2018)
- Souvenir (kuratiert von Fabio Santacroce / 63rd – 77th STEPS e Giusy Ottonelli) Spazio Murat, Bari, IT (2018)
- Antarctic Biennale (kuratiert von Nadim Samman), Antarctica Biennale Ship, Antarktis (2017)
- Revealing Reflected Refractions (kuratiert von Rachael Gorchov), Tiger Strikes Asteroid, New York (2017)
- Deep Inside, V Moscow International Biennale for Young Art (kuratiert von Nadim Samman), Moskau (2016)
- Bedroom Culture (kuratiert von Johanna Braun), The Satellite Show, Miami Beach, FL (2015)
- Warp Artist Village, Kunst und Architektur Triennale, Bruges (2015)
- The Chic Boutique Chicago (kuratiert von Johanna Braun und Michael Niemetz), Adds Donna, Chicago (2013)
- What Would Thomas Bernhard Do, (mit Julius Deutschbauer und Theater des Verhinderns), Kunsthalle, Wien (2013)
- Retouch the Past_Shaping the Presence (kuratiert von Anamarija Batista) BNP, Bosnian National Theater Zenica, Bosnia (2013)
- Romantic Girl meets Romantic Friends, ein Abend von Rania Moslam, Brut im Konzerthaus, Wien (2012)
- Dildo Anus Macht, Akademie der bildenden Künste, Wien (2012)[3][7][8]